# Zethus cineraceus
Zethus cineraceus är en getingart som beskrevs av Fabricius. Zethus cineraceus ingår i släktet Zethus och familjen getingar. Inga underarter finns listade i Catalogue of Life.